# Sympetrum
Sympetrum – rodzaj ważek z rodziny ważkowatych (Libellulidae). Obejmuje ponad 50 gatunków żyjących głównie w strefie umiarkowanej półkuli północnej. Żaden z nich nie pochodzi z Australii. Pojawiają się zwykle latem i jesienią nad łąkami. Rozmnażają się w stawach. Osobniki młode zabarwione są zwykle na złoto i żółto, u dorosłych samców i niektórych samic pojawiają się na całym ciele lub jego części odcienie czerwieni. Wyjątek stanowi szablak szkocki (Sympetrum danae).

## Podział systematyczny
Do rodzaju należą następujące gatunki:

- Sympetrum ambiguum (Rambur, 1842)
- Sympetrum arenicolor Jödicke, 1994
- Sympetrum baccha (Selys, 1884)
- Sympetrum chaconi De Marmels, 1994
- Sympetrum cordulegaster (Selys, 1883)
- Sympetrum corruptum (Hagen, 1861)
- Sympetrum costiferum (Hagen, 1861)
- Sympetrum croceolum (Selys, 1883)
- Sympetrum daliensis Zhu, 1999
- Sympetrum danae (Sulzer, 1776)
- Sympetrum darwinianum (Selys, 1883)
- Sympetrum depressiusculum (Selys, 1841)
- Sympetrum dilatatum (Calvert, 1892)
- Sympetrum eroticum (Selys, 1883)
- Sympetrum evanescens De Marmels, 1992
- Sympetrum flaveolum (Linnaeus, 1758)
- Sympetrum fonscolombii (Selys, 1840)
- Sympetrum frequens (Selys, 1883)
- Sympetrum gilvum (Selys, 1884)
- Sympetrum gracile Oguma, 1915
- Sympetrum haritonovi Borisov, 1983
- Sympetrum hypomelas (Selys, 1884)
- Sympetrum illotum (Hagen, 1861)
- Sympetrum infuscatum (Selys, 1883)
- Sympetrum internum Montgomery, 1943
- Sympetrum janeae Carle, 1993
- Sympetrum kunckeli (Selys, 1884)
- Sympetrum maculatum Oguma, 1922
- Sympetrum madidum (Hagen, 1861)
- Sympetrum meridionale (Selys, 1841)
- Sympetrum nantouensis Tang, Yeh & Chen, 2013
- Sympetrum nigrifemur (Selys, 1884)
- Sympetrum nigrocreatum Calvert, 1920
- Sympetrum nomurai Asahina, 1997
- Sympetrum obtrusum (Hagen, 1867)
- Sympetrum onsupyongensis Hong & Hwang, 1999 – gatunek wątpliwy
- Sympetrum orientale (Selys, 1883)
- Sympetrum pallipes (Hagen in Hayden, 1874)
- Sympetrum paramo De Marmels, 2001
- Sympetrum parvulum (Bartenev, 1912)
- Sympetrum pedemontanum (Müller in Allioni, 1766)
- Sympetrum pochonboensis Ri & Hong, 2001 – gatunek wątpliwy
- Sympetrum risi Bartenev, 1914
- Sympetrum roraimae De Marmels, 1988
- Sympetrum rubicundulum (Say, 1840)
- Sympetrum sanguineum (Müller, 1764)
- Sympetrum semicinctum (Say, 1840)
- Sympetrum signiferum Cannings & Garrison, 1991
- Sympetrum sinaiticum Dumont, 1977
- Sympetrum speciosum Oguma, 1915
- Sympetrum striolatum (Charpentier, 1840)
- Sympetrum thailandensis Makbun, 2023
- Sympetrum tibiale (Ris, 1897)
- Sympetrum uniforme (Selys, 1883)
- Sympetrum vicinum (Hagen, 1861)
- Sympetrum villosum Ris, 1911
- Sympetrum vulgatum (Linnaeus, 1758)
- Sympetrum xiaoi Han & Zhu, 1997

## Występowanie w Polsce
W Polsce odnotowano 9 gatunków określanych zwyczajową nazwą szablak:
- szablak szkocki (Sympetrum danae)
- szablak przypłaszczony (Sympetrum depressiusculum)
- szablak żółty (Sympetrum flaveolum)
- szablak wędrowny (Sympetrum fonscolombii)
- szablak południowy (Sympetrum meridionale)
- szablak przepasany (Sympetrum pedemontanum)
- szablak krwisty (Sympetrum sanguineum)
- szablak podobny (Sympetrum striolatum)
- szablak zwyczajny (Sympetrum vulgatum)

Żaden z nich nie jest objęty ochroną gatunkową.